# Michael Rocque
Michael Rocque  (1899 - onbekend) was een Indiaas hockeyer. 
Rocque won met de Indiase ploeg de olympische gouden medaille in 1928.

## Resultaten
- 1928  Olympische Zomerspelen in Amsterdam